# 197P/LINEAR
197P/LINEAR, komet Jupiterove obitelji, objekt blizu Zemlji. 